# Anna Foglietta
Pour les articles homonymes, voir Foglietta.
Anna Foglietta, née le 3 avril 1979 à Rome, est une actrice italienne. Lauréate du Ruban d'argent de la meilleure actrice pour son rôle d'une mère célibataire à la dérive dans le drame À l'improviste (Un giorno all'improvviso) de Ciro D'Emilio en 2019, elle est notamment connue en Italie pour ses participations à diverses comédies et drames réalisés dans les années 2010, comme Perfetti sconosciuti de Paolo Genovese, Nessuno mi può giudicare de Massimiliano Bruno, Che vuoi che sia d'Edoardo Leo ou Mai stati uniti de Carlo Vanzina.

## Biographie
Anna Foglietta naît à Rome en 1979 dans une famille d'origine napolitaine. Elle commence sa carrière d'actrice au théâtre à la fin des années 1990 et apparaît pour la première fois à la télévision en 2005 dans la série policière La squadra. Elle interprète un nouveau personnage lors de la sixième saison et meurt lors de la huitième et dernière saison de la série en 2007. Elle intègre alors la même année le casting de la série policière Giovanna, commissaire (Distretto di polizia), avec un nouveau personnage, invité dans la septième saison et récurrent lors des deux suivantes, avant son départ. Ces deux rôles lui ouvre les portes du cinéma, avec un premier rôle dans la comédie Sfiorarsi d'Angelo Orlando. Elle joue alors des rôles secondaires pour les réalisateurs Luca Lucini, Enrico Oldoini, Alessandro Capone ou Carlo Vanzina.
En 2011, elle est à l'affiche de la comédie Nessuno mi può giudicare de Massimiliano Bruno dans laquelle elle joue le rôle d'une escort-girl qui aide Paola Cortellesi à faire ses premiers pas dans le métier afin de rembourser ses dettes. En 2012, elle est au cœur d'une intrigue amoureuse à trois dans le drame L'amore è imperfetto de Francesca Muci, avec Bruno Wolkowitch et Lorena Cacciatore pour partenaires. L'année suivante, elle prend part à un étrange road-trip familial en compagnie de Vincenzo Salemme (it), Ambra Angiolini, Ricky Memphis et Giovanni Vernia (it) dans la comédie Mai stati uniti de Carlo Vanzina. Elle est l'année suivante l'une des filles de Marco Giallini dans la comédie C'est la faute de Freud (Tutta colpa di Freud) de Paolo Genovese.
Après un premier rôle dans le thriller St@lker de Luca Tornatore et une participation aux comédies Confusi e felici de Massimiliano Bruno et La prima volta (di mia figlia) de Riccardo Rossi, elle joue en 2016 aux côtés de Giuseppe Battiston, Marco Giallini, Edoardo Leo, Valerio Mastandrea, Alba Rohrwacher et Kasia Smutniak dans la comédie dramatique Perfetti sconosciuti de Paolo Genovese qui obtient notamment le prix David di Donatello du meilleur film et un grand succès critique en Italie. La même année, elle joue pour et avec Edoardo Leo dans la comédie Che vuoi che sia, une satire qui illustre à la fois les difficultés d'avoir un enfant pour un couple en Italie en raison du contexte économique et les fausses opportunités offertes par internet, puis est à l'affiche de la première saison de la série La mafia uccide solo d'estate de Luca Ribuoli (it), dont elle reprend son rôle lors de la deuxième saison en 2018. En 2017, elle prend part au drame Il contagio de Botrugno et Coluccini et au road-movie Il premio d'Alessandro Gassmann, avant d'être l'une des nombreuses actrices à incarner la grande actrice Valentina Cortese dans le film biographique Diva! de Francesco Patierno qui lui est consacré.
En 2018, elle incarne une mère célibataire à la dérive issue de la classe ouvrière napolitaine et soutenue par son fils dans le drame À l'improviste (Un giorno all'improvviso) de Ciro D'Emilio. Elle obtient pour ce rôle le Ruban d'argent de la meilleure actrice. En 2019, elle incarne la femme politique Nilde Iotti dans le téléfilm Storia di Nilde d'Emanuele Imbucci.

## Filmographie

### Au cinéma
- 2006 : Sfiorarsi d'Angelo Orlando
- 2006 : 4-4-2 - Il gioco più bello del mondo, épisode La donna del Mister de Claudio Cupellini
- 2008 : Solo un padre de Luca Lucini
- 2008 : Se chiudi gli occhi de Lisa Romano
- 2009 : I mostri oggi d'Enrico Oldoini
- 2009 : Feisbum, épisode Default d'Alessandro Capone
- 2010 : The American d'Anton Corbijn
- 2011 : Nessuno mi può giudicare de Massimiliano Bruno
- 2011 : Ex - Amici come prima! de Carlo Vanzina
- 2012 : L'amore è imperfetto de Francesca Muci
- 2012 : Colpi di fulmine de Neri Parenti
- 2013 : Mai stati uniti de Carlo Vanzina
- 2014 : C'est la faute de Freud (Tutta colpa di Freud) de Paolo Genovese
- 2014 : St@lker de Luca Tornatore
- 2014 : Confusi e felici de Massimiliano Bruno
- 2014 : L'oro di Scampia de Marco Pontecorvo
- 2015 : Noi e la Giulia d'Edoardo Leo
- 2015 : La prima volta (di mia figlia) de Riccardo Rossi
- 2015 : Tout mais pas ça ! (Se Dio vuole) d'Edoardo Falcone
- 2016 : Perfetti sconosciuti de Paolo Genovese
- 2016 : Che vuoi che sia d'Edoardo Leo
- 2017 : Il contagio de Matteo Botrugno et Daniele Coluccini
- 2017 : Il premio d'Alessandro Gassmann
- 2017 : Diva! de Francesco Patierno
- 2018 : À l'improviste (Un giorno all'improvviso) de Ciro D'Emilio
- 2019 : Genitori quasi perfetti de Laura Chiossone
- 2020 : Si vive una volta sola de Carlo Verdone

### À la télévision

#### Séries télévisées
- 2005 - 2007 : La squadra
- 2007 - 2009 : Giovanna, commissaire (Distretto di polizia)
- 2011 : Rex, chien flic, un épisode
- 2012 : Cesare Mori - Il prefetto di ferro de Gianni Lepre (it)
- 2015 : Ragion di Stato de Marco Pontecorvo
- 2016 – 2018 : La mafia uccide solo d'estate de Luca Ribuoli (it)

#### Téléfilms
- 2009 : Il velo di Waltz de Sergio Stivaletti
- 2019 : Storia di Nilde d'Emanuele Imbucci

### Au théâtre
- 1997 : L'isola di Tulipatan de Jacques Offenbach, mise en scène de P. Gallina
- 1998 : Teatro in pezzi, mise en scène de P. Gallina
- 1999 : Le false confidenze de Marivaux, mise en scène d'E. Metalli
- 2000 : Barbablù de Jacques Offenbach, mise en scène de P. Gallina
- 2000 : A nuttata ‘e San Lorenzo de C. Belsito, mise en scène de M. Conte
- 2000 : Donne di ripicche d'A. Quadrelli, mise en scène de Pastiglia - Conte - Turchetta
- 2000 : Pulcinella Sciò d'Antonio Petito (it), mise en scène d'Antonello Avallone
- 2000 : Tre pecore viziose d'Eduardo Scarpetta, mise en scène d'Antonello Avallone
- 2000 : Morte di carnevale (it) de Raffaele Viviani, mise en scène d'Antonello Avallone
- 2001 : Miseria e nobiltà d'Eduardo Scarpetta, mise en scène d'Antonello Avallone
- 2001 : O Scarfalietto d'Eduardo Scarpetta, mise en scène d'Antonello Avallone
- 2001 : Uomo e galantuomo (it) d'Eduardo De Filippo, mise en scène d'Antonello Avallone
- 2002 : Questi fantasmi (it) d'Eduardo De Filippo, mise en scène d'Antonello Avallone
- 2002 : Café Chantant d'Eduardo Scarpetta, mise en scène d'Antonello Avallone
- 2015 : La pazza della porta accanto de Claudio Fava, mise en scène d'Alessandro Gassmann
- 2018 : Bella figura de Yasmina Reza, mise en scène de Roberto Andò

## Vidéoclip
- 2009 : E non sai d'Alexia
- 2012 : L'amore è una cosa semplice de Tiziano Ferro

## Distinctions

### Prix
- Ruban d'argent spécial (it) en 2016 pour les acteurs et actrices du film Perfetti sconosciuti.
- Ruban d'argent de la meilleure actrice en 2019 pour À l'improviste (Un giorno all'improvviso).

### Nominations
- David di Donatello de la meilleure actrice dans un second rôle en 2011 pour Nessuno mi può giudicare.
- Ruban d'argent de la meilleure actrice dans un second rôle en 2011 pour Nessuno mi può giudicare.
- Ruban d'argent de la meilleure actrice dans un second rôle en 2013 pour Colpi di fulmine.
- David di Donatello de la meilleure actrice dans un second rôle en 2015 pour Noi e la Giulia.
- David di Donatello de la meilleure actrice en 2016 pour Perfetti sconosciuti.
- Ruban d'argent de la meilleure actrice dans un second rôle en 2018 pour Il contagio et Il premio.
- David di Donatello de la meilleure actrice en 2019 pour À l'improviste (Un giorno all'improvviso).
- Globe d'or de la meilleure actrice en 2019 pour À l'improviste (Un giorno all'improvviso).